# هندسة وراثية بشرية

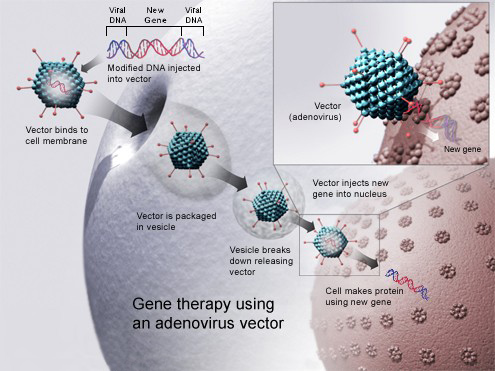
رسم توضيحي لنقل الجينات بواسطة النواقل الفيروسية باستخدام فيروس غدي كناقل.

يشير مصطلح التحسين الوراثي البشري أو الهندسة الوراثية البشرية إلى التحسين البشري عن طريق التعديل الوراثي. يمكن القيام بذلك من أجل علاج الأمراض ( العلاج الجيني )، ومنع إمكانية الإصابة بمرض معين (على غرار اللقاحات)، أو لتحسين أداء الرياضيين في الأحداث الرياضية ( المنشطات الجينية )، أو لتغيير المظهر الجسدي، والتمثيل الغذائي ولتحسين القدرات البدنية والعقلية كالذاكرة والذكاء. قد يتم أو لا يتم إجراء هذه التحسينات الجينية بطريقة تجعل التغيير قابلاً للوراثة (الأمر الذي أثار مخاوف المجتمع العلمي.

## لعلاج الأمراض الوراثية
التعديل الجيني من أجل علاج الأمراض الوراثية يسمى العلاج الجيني. تتوفر العديد من العلاجات الجينية، والتي تم إجراؤها خلال جميع مراحل البحث السريري وتمت الموافقة عليها من قبل إدارة الغذاء والدواء. بين 1989 وديسمبر 2018، تم إجراء أكثر من 2900 تجربة سريرية، أكثر من نصفها في المرحلة الأولى. اعتبارًا من عام 2017، يعد كل من ' Luxturna ( العمى الناجم عن طفرة RPE65 ) و (العلاج بالخلايا التائية لمستقبل المستضد الوهمي ) أول علاجات جينية معتمدة من إدارة الغذاء والدواء التي دخلت السوق. ومنذ ذلك الوقت، والمخدرات مثل نوفارتيس " و زولجينسما و النيلام تلقى أيضا موافقة إدارة الاغذية والعقاقير، بالإضافة إلى عقاقير العلاج الجيني الشركات الأخرى. تستخدم معظم هذه الأساليب الفيروسات المرتبطة بالغدة (AAVs) والفيروسات البطيئة لإجراء عمليات إدخال الجينات، في الجسم الحي وخارج الجسم الحي، على التوالي. تتطلب مناهج ASO / siRNA مثل تلك التي تجريها النيلامو Ionis Pharmaceuticals أنظمة توصيل غير فيروسية، وتستخدم آليات بديلة للانتقال إلى خلايا الكبد عن طريق ناقلات GalNAc.

## لمنع احتمالية الإصابة بأمراض معينة
يعاني بعض الأشخاص من نقص المناعة وبالتالي تكون أجسامهم أقل قدرة على مقاومة الأمراض والوقاية منها (مثل الأنفلونزا... ). في بعض الحالات يكون السبب هي عيوب وراثية  أو حتى أمراض وراثية مثل SCID. تم بالفعل تطوير بعض العلاجات الجينية أو يجري تطويرها لتصحيح هذه العيوب / الأمراض الوراثية، مما يجعل هؤلاء الأشخاص أقل عرضة للإصابة بأمراض إضافية (مثل الأنفلونزا،... ).
في نوفمبر 2018، تم إنشاء Lulu و Nana. باستخدام التكرار المتناوب العنقودي القصير (CRISPR) -Cas9، وهي تقنية لتحرير الجينات، قاموا بتعطيل جين يسمى CCR5 في الأجنة، بهدف إغلاق مدخل البروتين الذي يسمح لفيروس نقص المناعة البشرية بدخول الخلية وجعل الأشخاص محصنين ضد فيروس نقص المناعة البشرية.

## لتحسين أداء الرياضي في الأحداث الرياضية (المنشطات الجينية)
قد يتبنى الرياضيون تقنيات العلاج الجيني لتحسين أدائهم. قد لا تصبح منشطات جينية، لكن العلاجات الجينية المتعددة قد يكون لها مثل هذه التأثيرات. كايسر وآخرون يجادلون بأن المنشطات الجينية يمكن أن تكافئ ساحة اللعب إذا حصل جميع الرياضيين على فرص متساوية. يدعي النقاد أن أي تدخل علاجي لأغراض غير علاجية / تعزيزية يضر بالأسس الأخلاقية للطب والرياضة.

## استخدامات أخرى
يمكن أن تشمل العلاجات الجينية الافتراضية الأخرى تغييرات في المظهر الجسدي، والتمثيل الغذائي، والقدرات العقلية مثل الذاكرة والذكاء...

### مظهر جسماني
قد تؤثر بعض الاضطرابات الخلقية (مثل تلك التي تؤثر على الجهاز العضلي الهيكلي ،...) على المظهر الجسدي، وفي بعض الحالات قد تسبب أيضًا إزعاجًا جسديًا. قد يمنع ذلك تعديل الجينات المسببة لهذه الأمراض الخلقية (بالنسبة لأولئك الذين تم تشخيص إصابتهم بطفرات في الجين المعروف أنها تسبب هذه الأمراض).
كما أن التغيرات في جين ميستاتين قد تغير المظهر.

### السلوك
شهدت السبعينيات والثمانينيات اكتشافات كبيرة في مجال الوراثة الكمية، تتجاوز تقدير قابلية الوراثة. ومع ذلك، أعادت قضايا مثل كتاب "منحنى الجرس" الظهور، وفي التسعينيات، أدرك العلماء أهمية الجينات للصفات السلوكية مثل الذكاء. اختارت الجمعية الأمريكية لعلم النفس مؤتمرها التذكاري عام 1992 حول "الجينات السلوكية" كموضوع لماضي وحاضر ومستقبل علم النفس. أدى التخليق في مجال الوراثة الجزيئية إلى ثورة الحمض النووي وعلم الجينوم السلوكي، مع تباطؤ اكتشافات الوراثة الكمية. بفضل "ثورة الحمض النووي" في العلوم السلوكية، يمكن الآن التنبؤ بالاختلافات السلوكية الفردية في وقت مبكر.
تأسس أول قانون للوراثة السلوكية في عام 1978 بعد مراجعة ثلاثين دراسة توأمية كشفت أن متوسط تقدير قابلية الوراثة للذكاء يبلغ 46%. كما يمكن تعديل السلوك من خلال التدخل الجيني. قد يكون بعض الأشخاص عدوانيين وأنانيين وقد لا يتمكنون من العمل بشكل جيد في المجتمع. وفقًا للبحث الجيني، ترتبط الطفرات في جين GLI3 وغيرها من جينات التصنيف بأسباب تشوهات التخلق الهوائي. يعاني حوالي 50٪ - 80٪ من الأطفال المصابين بتشوهات التخلق الهوائي من غضب عنيف وحاد، ويعاني معظم المرضى من مشاكل خارجية. قد يسبق الصرع عدم استقرار سلوكي وتدهور عقلي.
هناك بحث جاري حاليًا عن الجينات التي تتحمل (كليًا أو جزئيًا) مسؤولية الأنانية (مثل جين القسوة)، والعدوانية (مثل جين المحارب)، والإيثار (مثل OXTR، CD38، COMT، DRD4، DRD5، IGF2، GABRB2 ).
طال انتظار تقنية تعديل الجينات لتعديل جيناتنا وضبط بيولوجيتنا منذ اختراع تقنية تعديل الحمض النووي. ومع ذلك، فقد ظلت هذه التوقعات إلى حد كبير غير متحققة. لا ينبغي أن يعتمد تقييم الاستخدامات المناسبة للتدخلات الخطية في الطب التناسلي على مخاوف تحسين النسل أو تحسين النسل، على الرغم من حقيقة أن أبحاث تعديل الجينات قد تقدمت بشكل كبير نحو التطبيق السريري.
التليف الكيسي (CF) مرض وراثي ناتج عن طفرات في جين منظم التوصيل عبر غشاء التليف الكيسي (CFTR). في حين يمكن علاج 90٪ من مرضى التليف الكيسي، فإن العلاجات الحالية ليست علاجية ولا تعالج الطيف الكامل لطفرات CFTR. لذلك، هناك حاجة إلى علاج شامل طويل الأمد لعلاج جميع مرضى التليف الكيسي مرة واحدة وإلى الأبد. يتم تطوير تقنيات تعديل الجينات CRISPR / Cas كمنصة قابلة للتطبيق للعلاج الجيني.
ومع ذلك، فإن صعوبة توصيل جين CFTR كافي واستدامة التعبير عنه في الرئتين قد أعاقت فعالية العلاج الجيني. وقد أدت التطورات التقنية الحديثة، بما في ذلك نقل الناقلات الفيروسية وغير الفيروسية، وتقنيات الأحماض النووية البديلة، والتقنيات الجديدة مثل mRNA وتعديل جينات CRISPR، إلى الاستفادة من فهمنا لعلم الأحياء التليفي والظهارة الهوائية.
حمل نقل الجينات البشري وعدًا بعلاج دائم للأمراض الوراثية مثل التليف الكيسي (CF) منذ تصوره واستخدامه. أدى ظهور تقنيات متطورة تسمح بالتعديل المحدد للموقع مع نوكليازات قابلة للبرمجة إلى إحياء كبير في مجال العلاج الجيني.

هناك بعض الأبحاث جارية حول العلاج الافتراضي للاضطرابات النفسية عن طريق العلاج الجيني. يُفترض أنه باستخدام تقنيات نقل الجينات، من الممكن (في إعدادات تجريبية باستخدام نماذج حيوانية) تغيير التعبير الجيني في الجهاز العصبي المركزي وبالتالي التكوين الجوهري للجزيئات المشاركة في المرونة العصبية والتجديد العصبي، وبالتالي تعديل السلوك في النهاية.